# Santuario della Beata Vergine di Castelmonte
Il santuario della Beata Vergine di Castelmonte (Madone di Mont in friulano, Stara Gora ossia "monte antico" in Sloveno) si trova a Castelmonte, frazione di Prepotto (UD). Sorge a 618 m a ridosso delle Alpi Giulie, a 7 km da Cividale del Friuli.

## Storia e descrizione architettonici

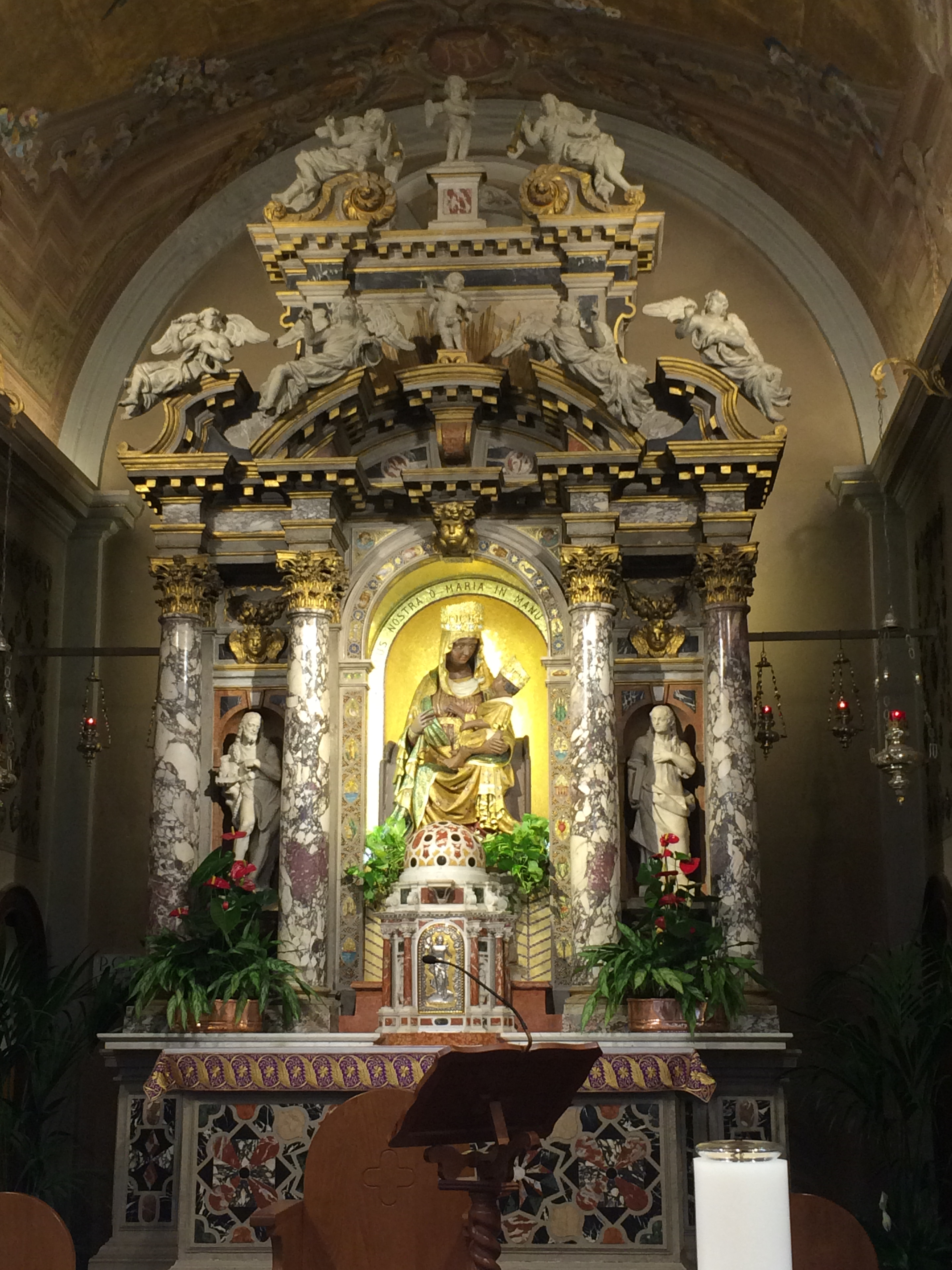
Altare maggiore con la Madonna nera.

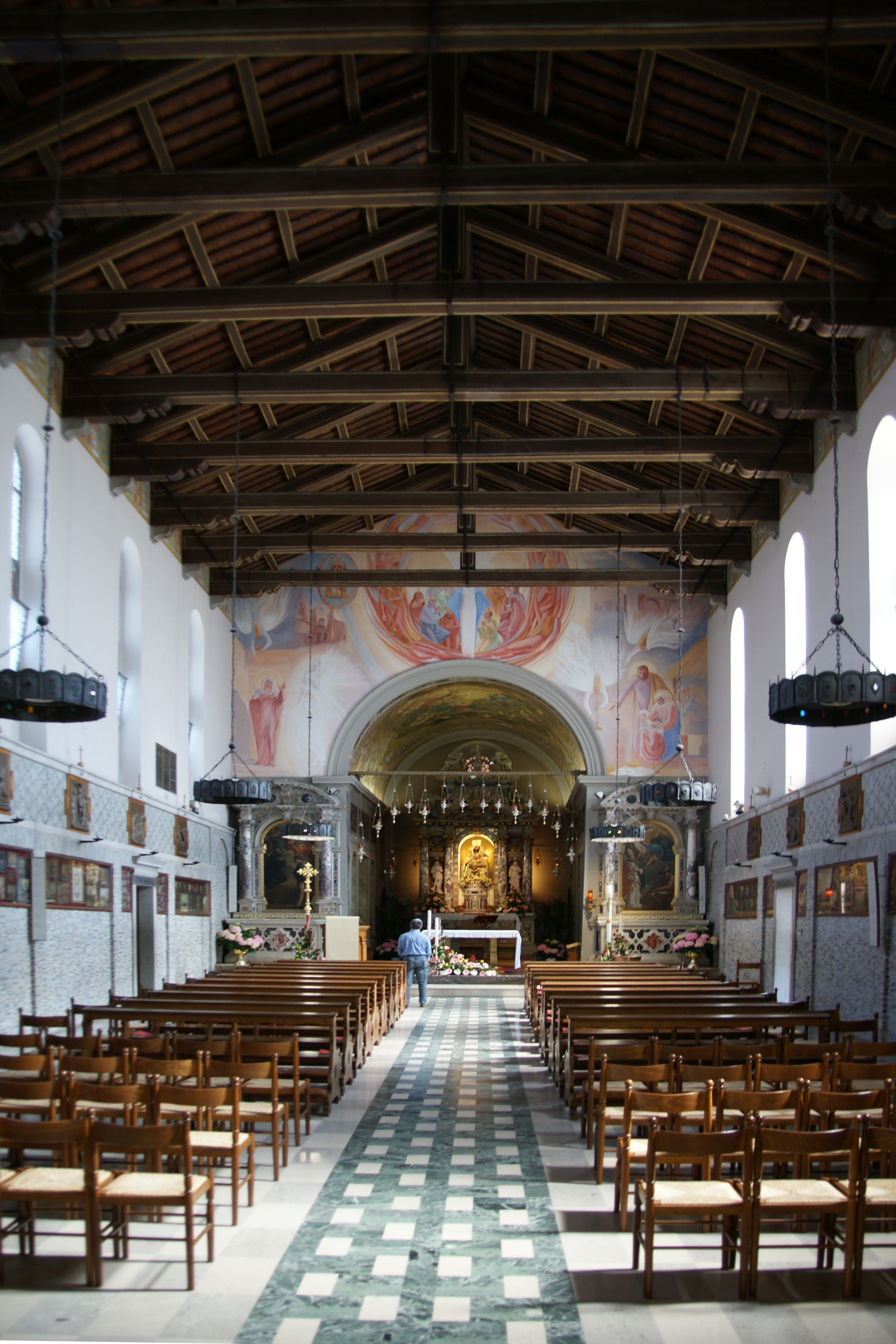
Interno della chiesa.

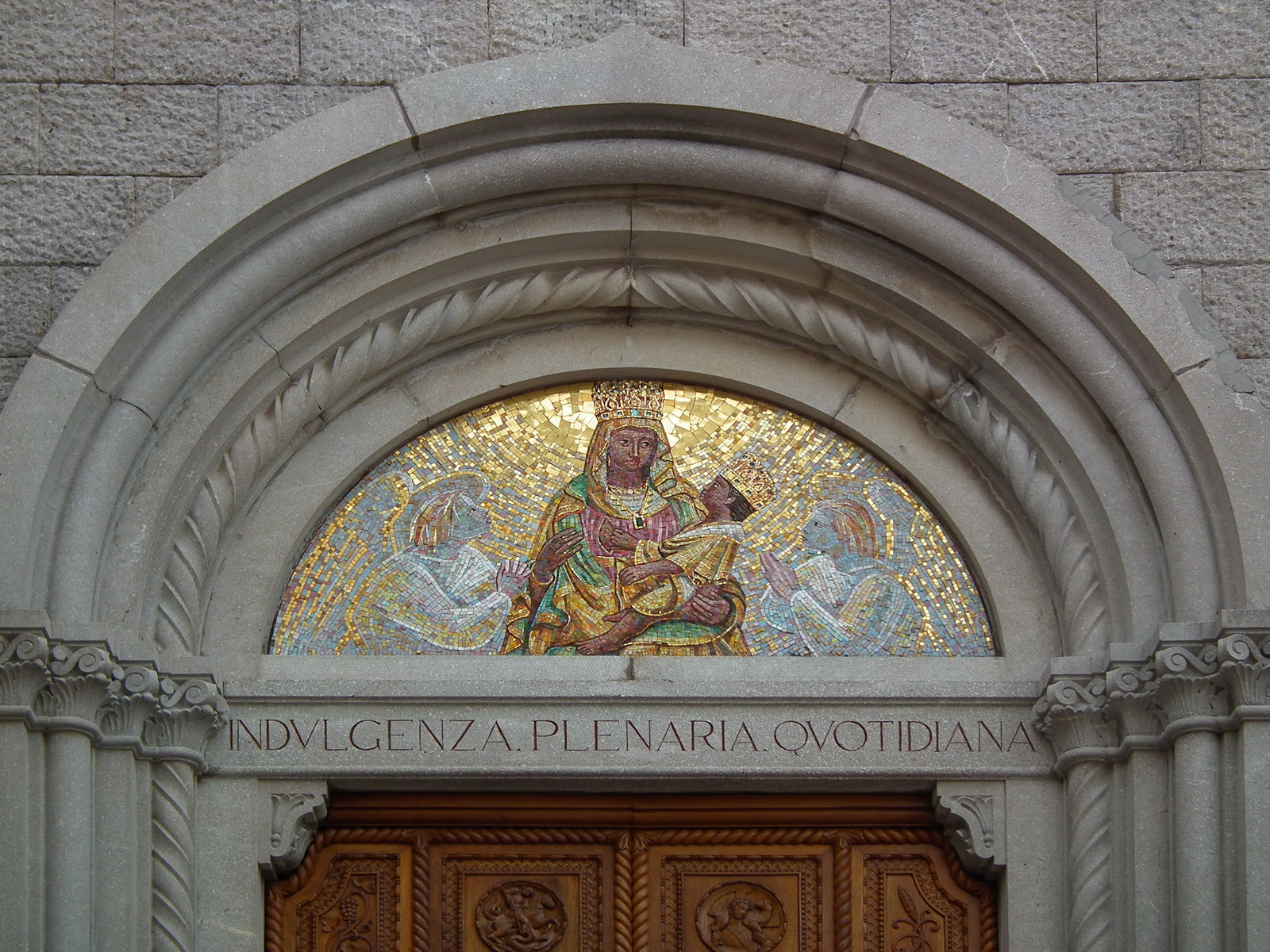
Un particolare della facciata

Le sue origini si collocano nel cristianesimo primitivo. Secondo quanto riporta una tradizione attendibile, il luogo dove sorge il santuario, per la sua posizione dominante tra le vallate del Natisone e dello Judrio, era sede di una guarnigione romana a difesa della città di Forum Iulii (oggi Cividale del Friuli) dalle invasioni barbariche iniziate nel V secolo. 
Si suppone che, in un primo momento, il luogo sacro consistesse in un piccolo sacello scavato nella roccia e dedicato alla Madonna e a san Michele Arcangelo. Il sito di Castelmonte venne utilizzato dalla popolazione locale anche come rifugio in occasione delle calate degli invasori (Unni, Goti, Longobardi, Avari e Slavi). La località, col passare del tempo, e anche a causa della sempre maggior devozione verso la Vergine Maria della comunità della vicina Aquileia, andò ampliandosi sino a divenire un borgo fortificato che circondava la cappella, con muri prospettici, scalinate e vari edifici in pietra.
Il primo documento scritto che cita la chiesa risale al 16 giugno 1175 quando la stessa venne nominata in un documento di cessione di alcuni beni a favore del monastero di Santa Maria in Valle di Cividale.
Documenti datati 1244 e 1247 attestano che Castelmonte era già ritenuta all'epoca una delle località più importanti del patriarcato di Aquileia, anche in termini di floridezza economica.
Nel 1253 il santuario venne unito al capitolo collegiato di Santa Maria Assunta di Cividale.
Altri documenti ci danno notizie dei lavori realizzati presso il borgo ed il santuario negli anni 1296-1360 e 1410-1432.
Il santuario nel 1469 fu distrutto da un incendio scoppiato a causa di un fulmine che colpì il campanile; in quell'occasione bruciò anche la statua lignea della Madonna. Il tempio fu ricostruito nel 1479 e, all'interno,
fu posata una nuova statua, in pietra, raffigurante la Madonna nera con bambino che, ancora oggi, adorna l'altare maggiore.

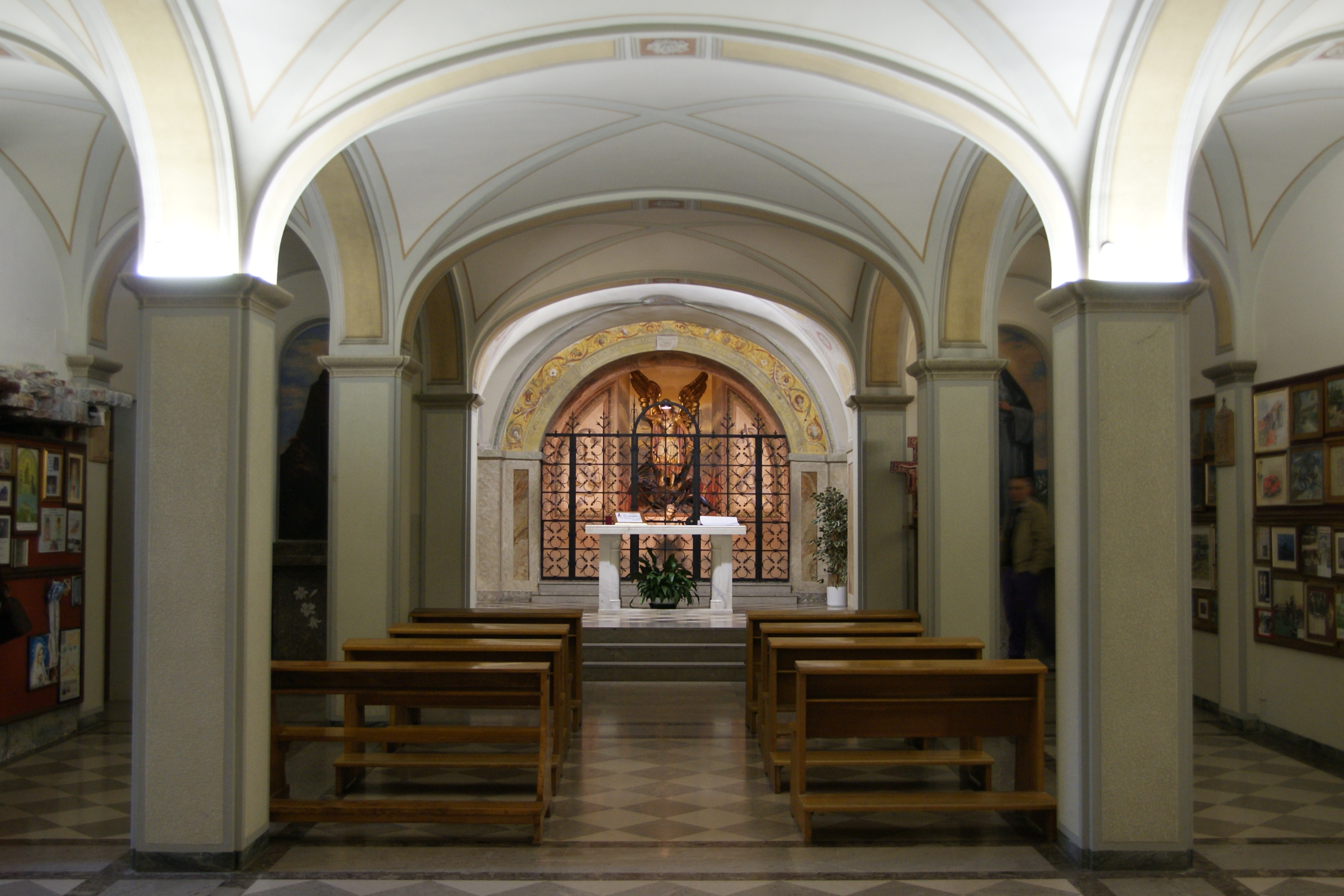
Cripta

Nel periodo 1492-1498 presso il santuario venne redatto il Manoscritto di Castelmonte, documento di importanza storica per la letteratura slovena.

Successivamente il santuario fu semidistrutto dai terremoti che devastarono la zona nel 1511 e 1513 e venne prontamente riedificato, abbellito ed ampliato.
Nel XVI secolo la zona del santuario, che nel frattempo si era sviluppata in un vero e proprio borgo, venne strutturata a cittadella fortificata con l'erezione di possenti mura e torri.
Nel 1748 il santuario venne incorporato a tutti i privilegi concessi alla basilica di Santa Maria Maggiore in Roma.
Le usanze feudali vennero abolite nel 1797 a seguito dell'occupazione da parte delle truppe francesi.
Nel 1913 il santuario fu affidato in custodia ai padri francescani cappuccini.

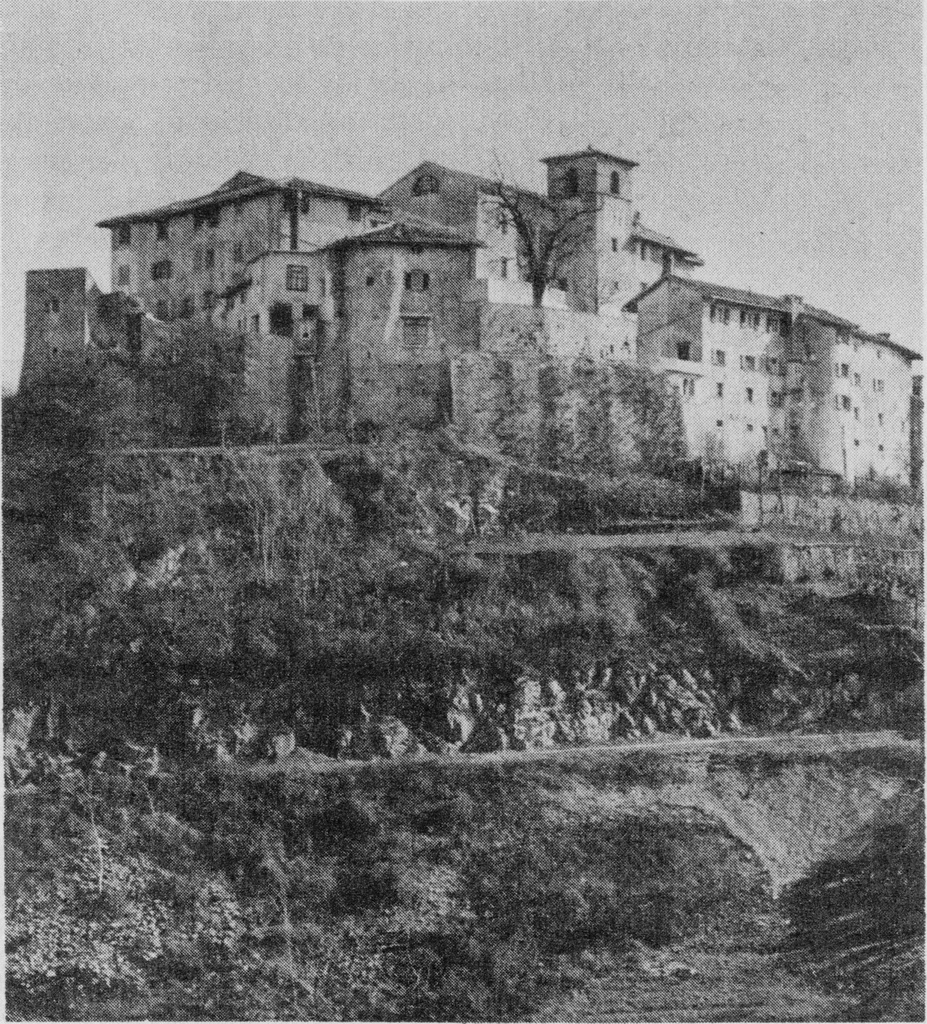
Il santuario di Castelmonte come appariva nel 1914. Al 1930 risale la sopraelevazione del campanile e della chiesa e la costruzione della facciata stessa, che fino ad allora aveva formato un corpo unico con gli altri fabbricati.

Rimaneggiato nel XVII secolo e poi, almeno per quanto riguarda la facciata della chiesa ed il campanile, nel 1930, il santuario conserva una statua della Madonna in calcare e alcuni altari in stile barocco, opera di maestri veneziani.
Numerosi sono gli ex voto collocati nei corridoi dell'edificio che ospita il santuario, segno di una devozione popolare sempre alta.

## Pellegrinaggi

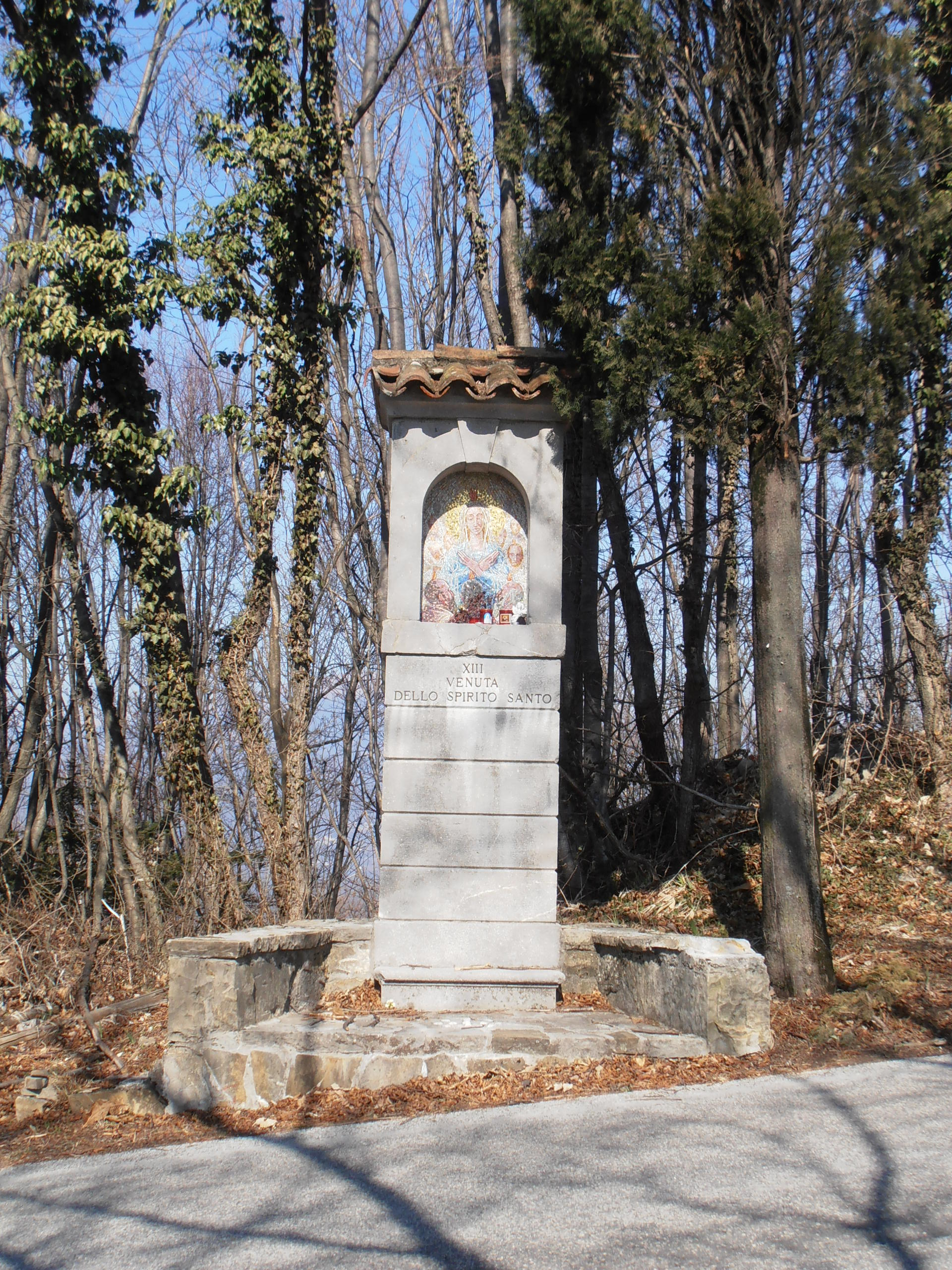
Una delle edicole

Il santuario è frequentata meta di pellegrinaggi non solo per le genti friulane, ma anche per quelle venete e per quelle della vicina Slovenia.
Il flusso dei fedeli, già dai tempi dei Longobardi e dei Franchi, era cospicuo soprattutto in giornate particolari per devozione mariana come il giorno dell'Annunciazione (25 marzo), dell'Assunzione (15 agosto) e della Natività di Maria (8 settembre). Particolare rilievo aveva assunto in età longobarda la devozione all'arcangelo Michele.
È ancora tradizione, per la gente friulana, effettuare il pellegrinaggio a piedi (e talvolta anche scalzi) partendo da Cividale e seguendo la strada principale e le scorciatoie che portano al borgo di Castelmonte. La strada è caratterizzata da edicole sacre costruite nel 1864 (quelle originali erano del 1600) contenenti raffigurazioni dei 15 misteri del rosario. Ai piedi delle edicole i pellegrini sono soliti comporre delle piccole croci utilizzando i rami dei cespugli che crescono nelle vicinanze.
Il percorso seguito dai fedeli provenienti dalle valli del Natisone è quello rappresentato dal sentiero che, partendo da Cemur e passando per Picon arriva, dopo aver superato una cappella dedicata alla Madonna, alla porta orientale del borgo (sentiero CAI 760).

### La Via dei Monti Sacri
Castelmonte, Monte Santo e Maria Zell sono tre noti santuari: essi sono collegati fra loro da un'antica via e formano un triangolo straordinario di chiese consacrate alla Madonna. Dall’arca del santuario di Maria Zell, a quota 600 s.l.m., sono ben visibili gli altri due santuari, con interposte da una parte la Valle dell’Isonzo e dall’altro la Valle dello Judrio. Alla via di collegamento dei tre santuari si può accedere da Salcano per arrivare al Monte Santo, mentre da Cividale o da Prepotto si arriva al santuario di Castelmonte. Maria Zell è raggiungibile da Prepotto attraverso il valico di Molino Vecchio, dal Collio sloveno da Luico per chi passa per Canale d'Isonzo. In auto o in autobus è possibile visitare tutti i tre santuari in un sol giorno; il percorso in mountain bike o quello, più consueto, del pellegrinaggio a piedi richiedono due giorni.

## Eventi
- 8 settembre, pellegrinaggio diocesano, in ricordo del grave sisma che colpì il Friuli nel 1976;
- Prima settimana di ottobre, gara internazionale di velocità in salita Cividale-Castelmonte;
- La notte di Natale messa di mezzanotte in santuario.

## Pubblicazioni
- Gabriele Ingegneri: Storia del Santuario di Castemonte; Castelmonte 2002
- Guglielmo Blasutti: Castelmonte-Guida storica del Santuario; Castelmonte 1992